# Pelidnota cupripes
Pelidnota cupripes är en skalbaggsart som beskrevs av Perty 1832. Pelidnota cupripes ingår i släktet Pelidnota och familjen Rutelidae.

## Underarter
Arten delas in i följande underarter:
- P. c. surinamensis
- P. c. goyasensis